# 滨海国际机场东站
滨海国际机场东站原名滨海机场站，车站规模为2台4线，为地下站，是京滨城际铁路、京津城际铁路机场线上的中间站，位于中国天津市滨海国际机场T3航站楼，接驳2号线、Z2线。车站主要服务于往来天津滨海国际机场的旅客，将与滨海国际机场T3航站楼一体化设计、施工，2019年启动前期程序，计划于2020年年内开工。

## 邻近车站
1. ↑  于强. . 北方网.   [2016-04-25]. （原始内容存档于2016-06-01）.
2. ↑  陈璠. . 《天津日报》. 2020-02-25  [2020-06-24]. （原始内容存档于2020-06-26）.